# 100 minutes pour convaincre
100 minutes pour convaincre était une émission de télévision politique française diffusée en direct sur France 2 de septembre 2002 à juin 2005 et animée par Olivier Mazerolle, Alain Duhamel et quelques journalistes de la rédaction. Ceux-ci recevaient une personnalité politique chargée d'exposer ses idées sur les grands thèmes choisis par l'équipe rédactionnelle.
L'émission a été légèrement modifiée lors de quelques éditions en 100 minutes pour comprendre, notamment à l'occasion de la guerre en Irak en 2003. Le premier invité de l'émission fut Jean-Pierre Raffarin.
À partir de septembre 2005, 100 minutes pour convaincre est remplacé par À vous de juger, présentée par Arlette Chabot.